# Eland (Wisconsin)
Eland – wieś w Stanach Zjednoczonych, w stanie Wisconsin, w hrabstwie Shawano.

## Historia
Początkowo miejscowość Eland nosiła nazwę Eland Junction, a ta druga nazwa została jej nadana w 1888 roku przez linię kolejową. Nazwa ta została wybrana na cześć elanda, który jest gatunkiem afrykańskiej antylopy. 